# Federale Prijs Armoedebestrijding

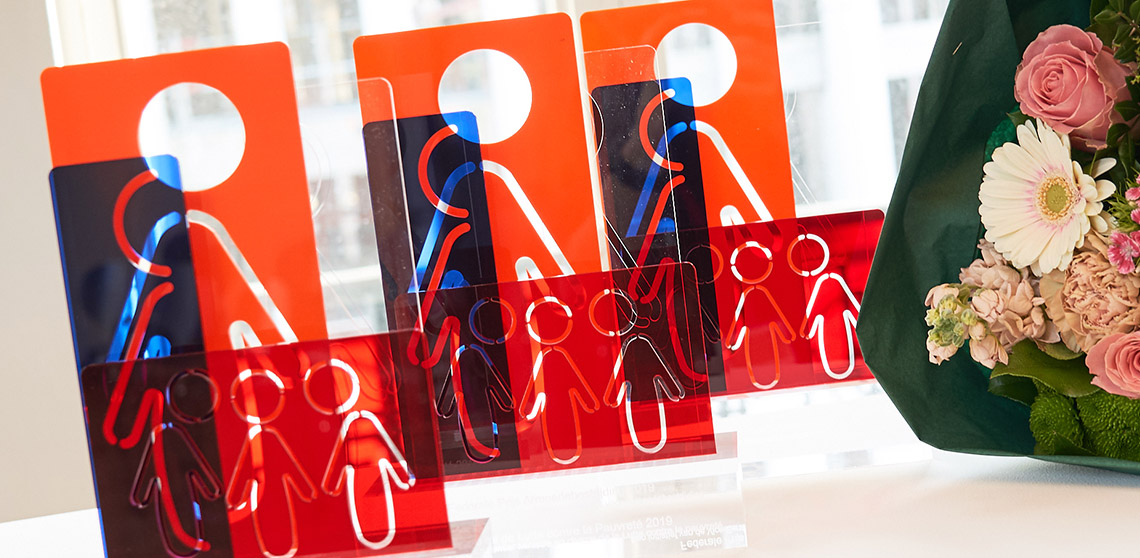
Trofee van de Federale Prijs Armoedebestrijding

De Federale Prijs Armoedebestrijding is een Belgische onderscheiding die sinds 2009 jaarlijks door de POD Maatschappelijke Integratie, Armoedebestrijding en Sociale Economie namens de Federale Overheid wordt uitgereikt. Met deze prijs wil de overheid burgers en organisaties inspireren om ook hun steentje bij te dragen aan een warmere samenleving door samen armoede in al haar vormen te bestrijden.

## Geschiedenis
De prijsuitreiking vind zijn oorsprong in het eerste Federale Plan Armoedebestrijding dat op initiatief van Staatssecretaris voor Armoedebestrijding Delizée door de Ministerraad op 4 juli 2008 werd goedgekeurd. Het plan bundelde initiatieven en maatregelen die door de federale ministers en staatssecretarissen werden genomen om armoede een halt toe te roepen. Omdat iedereen vanuit zijn of haar bevoegdheidsdomein vertrekt, kreeg de staatssecretaris voor Armoedebestrijding een coördinerende rol toebedeeld om zo de doelstellingen samen met de collega’s te verwezenlijken.
Het federaal plan armoedebestrijding dat in 2021 aan een vierde editie toe was, vult het nationaal actieplan voor sociale insluiting (NAPIncl) aan. Hierin worden alle acties van zowel het federale als regionale niveau gebundeld. Beide plannen staan weliswaar los van elkaar.

## Kandidaturen
Jaarlijks lanceert de POD Maatschappelijke Integratie een projectoproep waarvoor iedereen rond een specifiek thema een dossier kan indienen. In de voorgaande jaren zijn zo onder meer kinderarmoede, dakloosheid & huisvesting, samenwerken met ervaringsdeskundigen in armoede en sociale uitsluiting, … de revue gepasseerd. Om mee te dingen dient de organisatie haar maatschappelijke zetel in België gevestigd hebben. VZW’s, OCMW’s, ONG’s en andere organisaties zonder winstoogmerk kunnen deelnemen aan deze oproep. Organisaties die tijdens een vorige editie in de prijzen vielen, kunnen sinds 2021 niet meer deelnemen.
Een belangrijk element is dat de ingediende projecten zowel innoverend als overdraagbaar dienen te zijn opdat ze anderen kunnen inspireren om zelf met een dergelijk initiatief aan de slag te gaan.

## Selectie en jury
Uit alle inzendingen maakt een jury een shortlist van 9 genomineerden. De finale lijst bestaat uit 3 kandidaten die elk respectievelijk afkomstig zijn uit Vlaanderen, Wallonië en het Brussels Hoofdstedelijk Gewest. Uit deze lijst wordt telkens een 1 laureaat per gewest gekozen.
Van 2008 tot en met 2017 werd de laureaat enkel gekozen door een jury. Deze bestaat steeds uit vertegenwoordigers van de POD Maatschappelijke Integratie, het kabinet van de bevoegde minister of staatssecretaris, de drie regionale federaties van OCMW’s (VVSG, Brulocalis, UVCW) en het Steunpunt tot bestrijding van armoede, bestaansonzekerheid en sociale uitsluiting. Naargelang het thema werd de jury uitgebreid met experten uit zowel de academische wereld als het werkveld.
In 2018 werd naar aanleiding van het tienjarig bestaan van de prijs aan elk van de laureaten van de voorgaande jaren gevraagd om opnieuw een dossier in te dienen dat de evolutie van hun projecten in de verf zetten. Uit de inzendingen werd door de jury opnieuw een shortlist gemaakt. De laureaten werden via een online stemming door het publiek gekozen. Sindsdien kiest het publiek steeds de finalisten.

## Bekroning

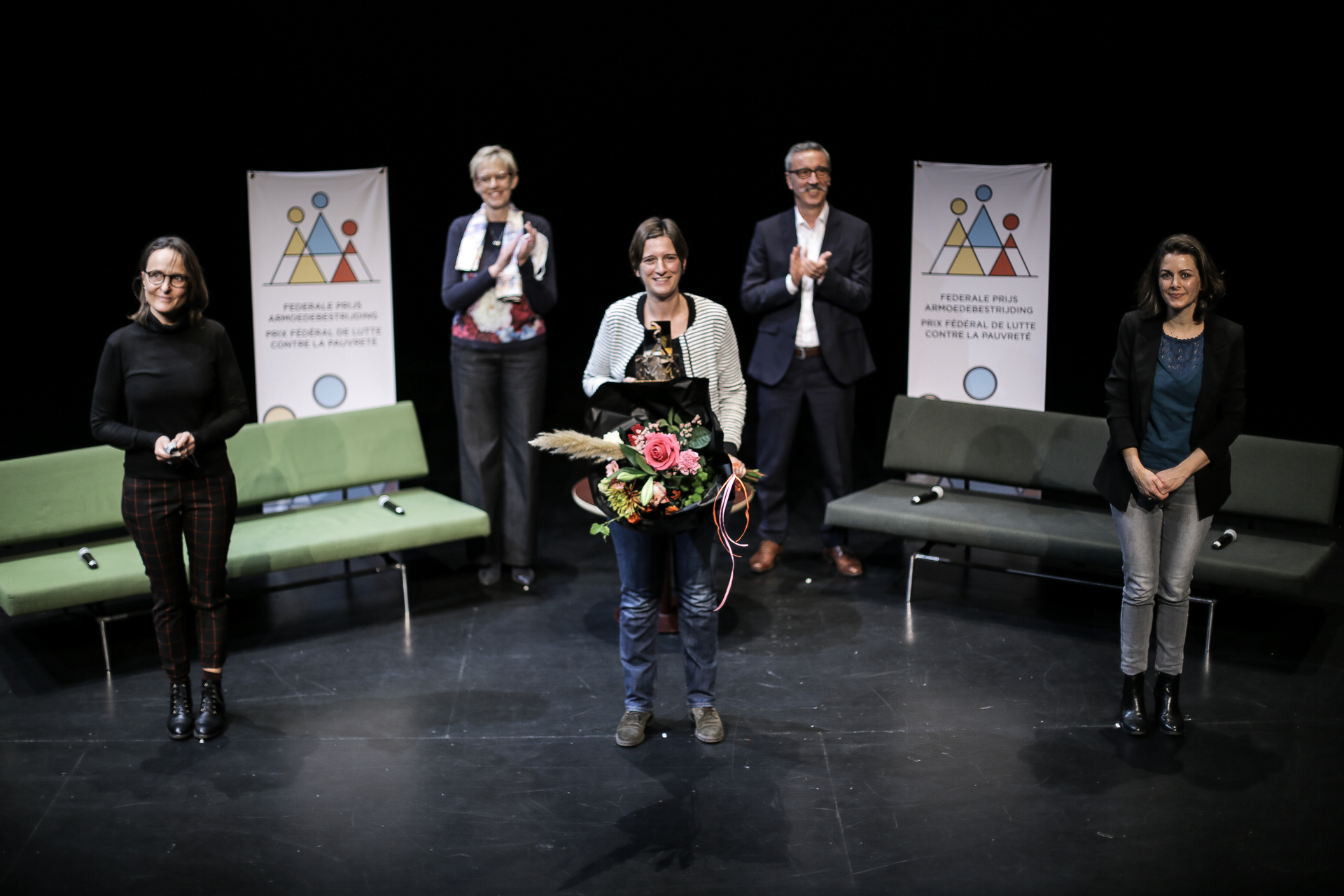
Laureaten van de Federale Prijs Armoedebestrijding 2020

De prijs werd in het leven geroepen om ook andere organisatie te prikkelen en inspireren om mee aan armoedebestrijding te doen. Om de organisaties te belonen voor het geleverde werk, rijkt de POD MI een geldbedrag uit aan elk van de laureaten ter waarde van 10.000 euro. Elk van de 9 kandidaten ontvangen daarnaast ook nog een foto- en filmreportage over de werking van hun organisatie.

## Ceremonie met koninklijke allures

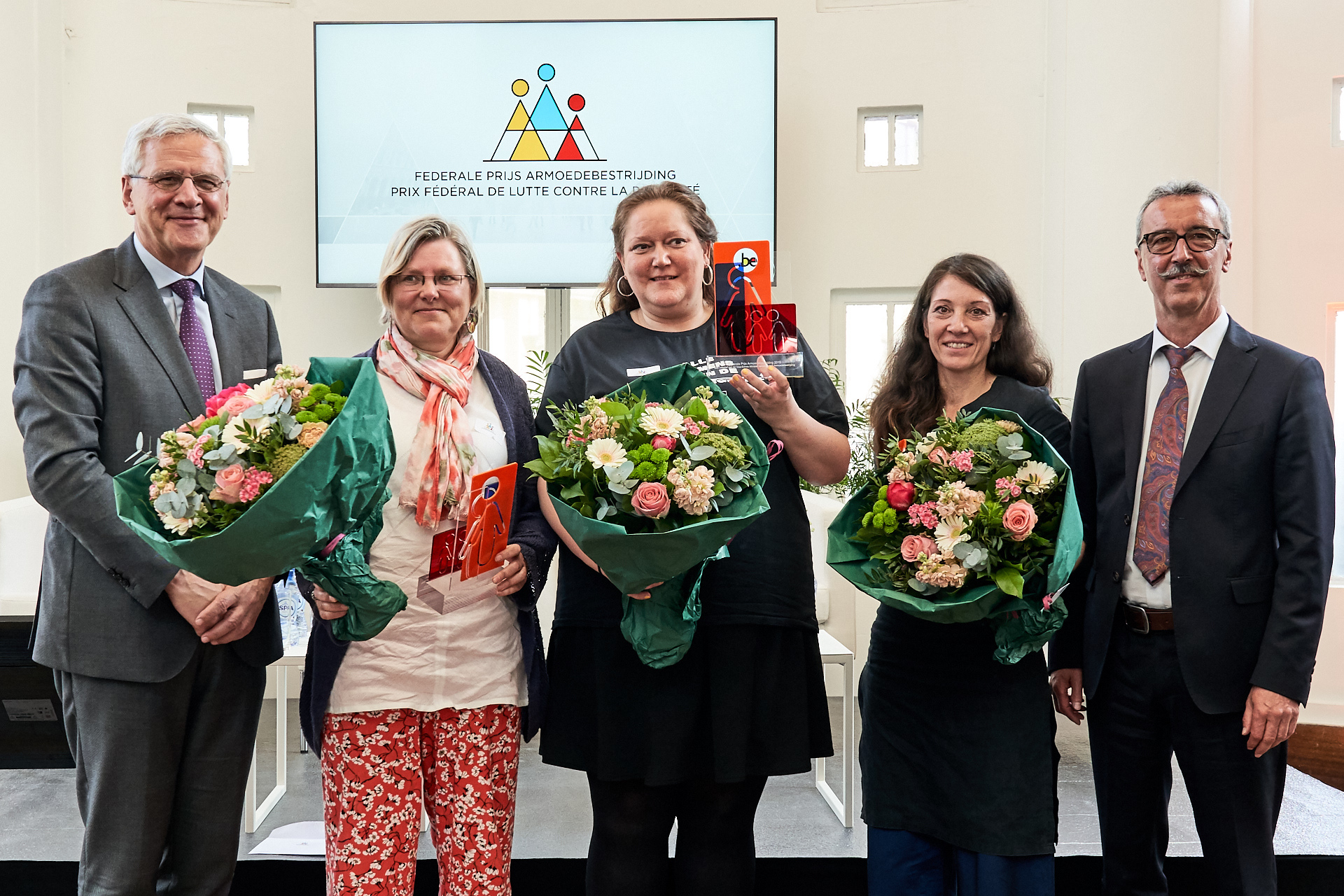
Laureaten van de Federale Prijs Armoedebestrijding 2019

Sinds de eerste editie is steeds een vertegenwoordiger van het Belgisch Vorstenhuis aanwezig. In 2009 vond de ceremonie plaats in aanwezigheid Zijne Majesteit Koning Albert II van België. Daarna nam eerst Hare Koninklijke Hoogheid Prinses Astrid van België en later Hare Majesteit Koningin Mathilde van België de fakkel over.
Traditioneel vond de uitreiking plaats voor de zomervakantie. Vanaf 2020 werd beslist om de uitreiking zo nauw mogelijk te laten aansluiten op 17 oktober: de Internationale dag voor de uitroeiing van armoede.

## Overzicht van de genomineerden en laureaten
| Jaar | Eindvermelding | Organisatie                                                                         | Plaats               |
| ---- | -------------- | ----------------------------------------------------------------------------------- | -------------------- |
| 2022 | Laureaat       | Digitaal Inclusieve Wijk - Elegast, Stad Antwerpen en SAAMO                         | Antwerpen            |
| 2022 | Laureaat       | Bibliothèques Sans Frontières Belgique                                              | Brussel              |
| 2022 | Laureaat       | Fondation pour l'Inclusion Digitale                                                 | Rixensart            |
| 2022 | Genomineerd    | Hobo vzw                                                                            | Brussel              |
| 2022 | Genomineerd    | CIEP Liège asbl                                                                     | Luik                 |
| 2022 | Genomineerd    | Link in de Kabel vzw                                                                | Leuven               |
| 2022 | Genomineerd    | Interface3.Namur                                                                    | Namen                |
| 2022 | Genomineerd    | Le réseau des Informaticien·ne·s Public·que·s de Bruxelles                          | Brussel              |
| 2022 | Genomineerd    | OCMW Brugge                                                                         | Brugge               |
| 2021 | Laureaat       | Gemeente Mol                                                                        | Mol                  |
| 2021 | Laureaat       | Unis-Vers Diogène - CPAS de Forest                                                  | Vorst                |
| 2021 | Laureaat       | Sortir du bois                                                                      | Luik                 |
| 2021 | Genomineerd    | asbl microStart                                                                     | Brussel              |
| 2021 | Genomineerd    | Conso'Aimable ASBL                                                                  | Luik                 |
| 2021 | Genomineerd    | Betonne Jeugd vzw                                                                   | Antwerpen            |
| 2021 | Genomineerd    | Centre Public d'Action Sociale La Louvière                                          | La Louvière          |
| 2021 | Genomineerd    | asbl Maks                                                                           | Brussel              |
| 2021 | Genomineerd    | vzw T'ANtWOORD, vereniging tegen armoede en sociale uitsluiting                     | Turnhout             |
| 2020 | Laureaat       | Vierdewereldgroep - Mensen voor Mensen vzw                                          | Aalst                |
| 2020 | Laureaat       | Le Petit Vélo Jaune asbl                                                            | Brussel              |
| 2020 | Laureaat       | La Maison Source asbl                                                               | Barvaux              |
| 2020 | Genomineerd    | CAW Brussel – Team Gezinsondersteuning Ketjes BXL                                   | Brussel              |
| 2020 | Genomineerd    | OCMW Sint-Truiden                                                                   | Sint-Truiden         |
| 2020 | Genomineerd    | Centre d’Action Laïque de la Province de Liège                                      | Luik                 |
| 2020 | Genomineerd    | Relais Social Urbain de Mons – Borinage – Housing First Famille                     | Bergen               |
| 2020 | Genomineerd    | Community Land Trust Brussel                                                        | Brussel              |
| 2020 | Genomineerd    | OCMW Eeklo                                                                          | Eeklo                |
| 2019 | Laureaat       | De Zuidpoort vzw                                                                    | Gent                 |
| 2019 | Laureaat       | ATD Vierde Wereld België vzw                                                        | Brussel              |
| 2019 | Laureaat       | Le Babibar (Les Parents jardiniers vzw)                                             | Luik                 |
| 2019 | Genomineerde   | Enchanté vzw                                                                        | Gent                 |
| 2019 | Genomineerde   | OCMW Kortrijk                                                                       | Kortrijk             |
| 2019 | Genomineerde   | OCMW Charleroi                                                                      | Charleroi            |
| 2019 | Genomineerde   | Comme Chez Nous vzw                                                                 | Gent                 |
| 2019 | Genomineerde   | Huneeds vzw                                                                         | Brussel              |
| 2019 | Genomineerde   | SMES-B vzw                                                                          | Brussel              |
| 2018 | Laureaat       | Slaatje Praatje – OCMW Berlare                                                      | Berlare              |
| 2018 | Laureaat       | Racynes ASBL                                                                        | Haccourt             |
| 2018 | Laureaat       | ILOT ASBL                                                                           | Brussel              |
| 2018 | Genomineerde   | RIMO Limburg VZW                                                                    | Heusden-Zolder       |
| 2018 | Genomineerde   | De Ruimtevaart VZW                                                                  | Leuven               |
| 2018 | Genomineerde   | Samenlevingsopbouw Brussel vzw                                                      | Sint-Jans-Molenbeek  |
| 2018 | Genomineerde   | Mentor-Escale                                                                       | Brussel              |
| 2018 | Genomineerde   | réseau wallon pour l’accès durable à l’énergie (RWADE),                             | Namen                |
| 2018 | Genomineerde   | Le monde des possibles ASBL                                                         | Luik                 |
| 2017 | Laureaat       | RIMO Limburg VZW                                                                    | Heusden-Zolder       |
| 2017 | Laureaat       | Centre Théâtral Luxembourgeois - Théâtre des Travaux et des Jours ASBL              | Durbuy               |
| 2017 | Laureaat       | Le Petit Vélo Jaune ASBL                                                            | Watermael-Bosvoorde  |
| 2017 | Genomineerde   | OCMW Genk                                                                           | Genk                 |
| 2017 | Genomineerde   | Slaatje Praatje - OCMW Berlare                                                      | Berlare              |
| 2017 | Genomineerde   | Lhiving VZW                                                                         | Brussel              |
| 2017 | Genomineerde   | HOBO VZW                                                                            | Brussel              |
| 2017 | Genomineerde   | Form'Anim ASBL                                                                      | Seraing              |
| 2017 | Genomineerde   | CPAS de Chimay                                                                      | Chimay               |
| 2016 | Laureaat       | Le monde des possibles ASBL                                                         | Luik                 |
| 2016 | Laureaat       | Sociaal Huis Mechelen                                                               | Mechelen             |
| 2016 | Laureaat       | Infirmiers de Rue ASBL                                                              | Brussel              |
| 2016 | Genomineerde   | Mentor-Escale                                                                       | Brussel              |
| 2016 | Genomineerde   | Le petit vélo jaune ASBL                                                            | Brussel              |
| 2016 | Genomineerde   | ILOT ASBL                                                                           | Brussel              |
| 2016 | Genomineerde   | Collectif des femmes ASBL                                                           | Louvain-la-Neuve     |
| 2016 | Genomineerde   | BVBA Patrick Van Buggenhourt - MyTrustO                                             | Keerbergen           |
| 2016 | Genomineerde   | Samen Divers VZW                                                                    | Oostende             |
| 2015 | Laureaat       | A’kzie vzw                                                                          | Kortrijk             |
| 2015 | Laureaat       | CREDAL PLUS ASBL                                                                    | Louvain-la-Neuve     |
| 2015 | Laureaat       | Samenlevingsopbouw Brussel vzw                                                      | Sint-Jans-Molenbeek  |
| 2015 | Genomineerde   | OCMW Sint Katelijne Waver                                                           | Sint-Katelijne-Waver |
| 2015 | Genomineerde   | Diogènes ASBL                                                                       | Brussel              |
| 2015 | Genomineerde   | CPAS d'Etterbeek                                                                    | Brussel              |
| 2015 | Genomineerde   | La Maison'Elle ASBL                                                                 | Rixensart            |
| 2015 | Genomineerde   | De Federatie van Marokkaanse Verenigingen ASBL                                      | Borgerhout           |
| 2015 | Genomineerde   | CPAS Charleroi                                                                      | Charleroi            |
| 2014 | Laureaat       | Recht-Op                                                                            | Hoboken              |
| 2014 | Laureaat       | CPAS Chaumont-Gistoux                                                               | Chaumont-Gistoux     |
| 2014 | Laureaat       | CEMO ASBL                                                                           | Brussel              |
| 2014 | Genomineerde   | Médecins du monde Belgique                                                          | Brussel              |
| 2014 | Genomineerde   | Entre2Wallonie ASBL                                                                 | Charleroi            |
| 2014 | Genomineerde   | CPAS Watermael-Boitsfort                                                            | Brussel              |
| 2014 | Genomineerde   | CPAS de Liège - service du Relais Logement                                          | Luik                 |
| 2014 | Genomineerde   | VOS vzw                                                                             | Gent                 |
| 2014 | Genomineerde   | Arm in Arm wonen                                                                    | Antwerpen            |
| 2013 | Laureaat       | SOCiAL, partnerschap tussen OCMW's uit het arrondissement Leuven                    | Tremelo              |
| 2013 | Laureaat       | Service Laïque de Parrainage ASBL                                                   | Brussel              |
| 2013 | Laureaat       | CPAS Péruwelz                                                                       | Peruwelz             |
| 2013 | Genomineerde   | OCMW Vivoorde                                                                       | Vilvoorde            |
| 2013 | Genomineerde   | Nasci ASBL                                                                          | Brussel              |
| 2013 | Genomineerde   | Lokaal Welzijn vzw                                                                  | Herselt              |
| 2013 | Genomineerde   | CPAS Saint-Gilles                                                                   | Brussel              |
| 2013 | Genomineerde   | CPAS Charleroi                                                                      | Charleroi            |
| 2013 | Genomineerde   | Coordination Générale Saint Léonard ASBL                                            | Luik                 |
| 2012 | Laureaat       | Relais social de Charleroi                                                          | Charleroi            |
| 2012 | Laureaat       | OCMW Zottegem                                                                       | Zottegem             |
| 2012 | Laureaat       | Microstart Support                                                                  | Brussel              |
| 2012 | Genomineerde   | Racynes ASBL                                                                        | Haccourt             |
| 2012 | Genomineerde   | Lucia De Dycker (particulier)                                                       | Wetteren             |
| 2012 | Genomineerde   | Le monde des possibles ASBL                                                         | Luik                 |
| 2012 | Genomineerde   | CPAS de Molenbeek Saint Jean                                                        | Brussel              |
| 2012 | Genomineerde   | Comité de la Samaritaine ASBL                                                       | Brussel              |
| 2012 | Genomineerde   | Buurtdiensten Gent Noord vzw                                                        | Gent                 |
| 2011 | Laureaat       | Assembl'âges ASBL                                                                   | Brussel              |
| 2011 | Laureaat       | OCMW Balen                                                                          | Balen                |
| 2011 | Laureaat       | Groupe Animation Basse Sambre (GABS) ASB - Bébé-Bus                                 | Auvelais             |
| 2011 | Genomineerde   | OCMW Zottegem                                                                       | Zottegem             |
| 2011 | Genomineerde   | MAKS                                                                                | Brussel              |
| 2011 | Genomineerde   | OCMW Brussel                                                                        | Brussel              |
| 2011 | Genomineerde   | Buurtwerk't Lampeke                                                                 | Leuven               |
| 2011 | Genomineerde   | Service Jeunesse CPAS de Charleroi                                                  | Marcinelle           |
| 2011 | Genomineerde   | ASBL Relogeas (Groupe partenariat logement de Charleroi)                            | Monceau Sur Sambre   |
| 2010 | Laureaat       | SMES-B ASBL                                                                         | Brussel              |
| 2010 | Laureaat       | Miroir Vagabond ASBL                                                                | Bourdon              |
| 2010 | Laureaat       | KRAS vzw                                                                            | Gent                 |
| 2010 | Genomineerde   | Médecins du monde Belgique                                                          | Brussel              |
| 2010 | Genomineerde   | Leren Ondernemen devenu RUIMTEVAART                                                 | Leuven               |
| 2010 | Genomineerde   | Service d'aide aux familles et aux personnes âgées                                  | Verviers             |
| 2010 | Genomineerde   | Fami-Home asbl                                                                      | Brussel              |
| 2010 | Genomineerde   | Buurtwerk't Lampeke                                                                 | Leuven               |
| 2010 | Genomineerde   | Agricall ASBL                                                                       | Namen                |
| 2009 | Laureaat       | SMES-B ASBL                                                                         | Brussel              |
| 2009 | Laureaat       | Miroir Vagabond ASBL                                                                | Bourdon              |
| 2009 | Laureaat       | KRAS vzw                                                                            | Gent                 |
| 2009 | Genomineerde   | Médecins du monde Belgique                                                          | Brussel              |
| 2009 | Genomineerde   | Leren Ondernemen devenu RUIMTEVAART                                                 | Leuven               |
| 2009 | Genomineerde   | Service d'aide aux familles et aux personnes âgées                                  | Verviers             |
| 2009 | Genomineerde   | Fami-Home asbl                                                                      | Brussek              |
| 2009 | Genomineerde   | Buurtwerk 't Lampeke                                                                | Leuven               |
| 2009 | Genomineerde   | Agricall ASBL                                                                       | Namen                |
| 2008 | Laureaat       | Wijkgezondheidscentrum ’t Spoor – Borgerhout                                        | Borgerhout           |
| 2008 | Laureaat       | Steunpunt voor de Diensten Schuldbemiddeling van het Brussels Hoofdstedelijk Gewest | Brussel              |
| 2008 | Laureaat       | La Maison ouverte                                                                   | Marchienne-au-pont   |
| 2008 | Genomineerde   | le projet Herscham de la police des chemins de fer SPC Metro. (Police fédérale)     | Brussel              |
| 2008 | Genomineerde   | Energie en Armoede van Samenlevingsopbouw Antwerpen Provincie                       | Mechelen             |
| 2008 | Genomineerde   | Daklozen Aktie Komitee, kortweg DAK uit Antwerpen Stad                              | Antwerpen            |
| 2008 | Genomineerde   | Solidarité Nouvelles de Charleroi                                                   | Charleroi            |
| 2008 | Genomineerde   | réseau wallon pour l’accès durable à l’énergie (RWADE),                             | Namen                |
| 2008 | Genomineerde   | Infirmiers de Rue ASBL                                                              | Brussel              |